# Neuvy-en-Champagne
Neuvy-en-Champagne era una comuna francesa del departamento de Sarthe, parte de la región de Países del Loira.
Fue una comuna independiente hasta el 1 de enero de 2019, en que se fusionó con la comuna de Bernay-en-Champagne para formar la comuna nueva de Bernay-Neuvy-en-Champagne.

## Demografía
| 477 | 439 | 379 | 336 | 313 | 338 | 370 |
| Para los censos de 1962 a 1999 la población legal corresponde a la población sin duplicidades (Fuente: INSEE [Consultar]) |     |     |     |     |     |     |